# Ziyue
Zi Yue (子曰 乐队) o Yaoshi Ziyue (爻 释 · 子曰) es una banda de género rock de China, formada en Pekín en 1994. El nombre de Zi Yue, significa literalmente "Confucio dice ...", aunque también ha utilizado un nombre en inglés como You.Me.It. El fundador y vocalista de la banda, es Qiu Ye (秋野).

## Discografía
- Vol. 1 第一册
- Vol. 2 第二册